# UGM-27 Polaris

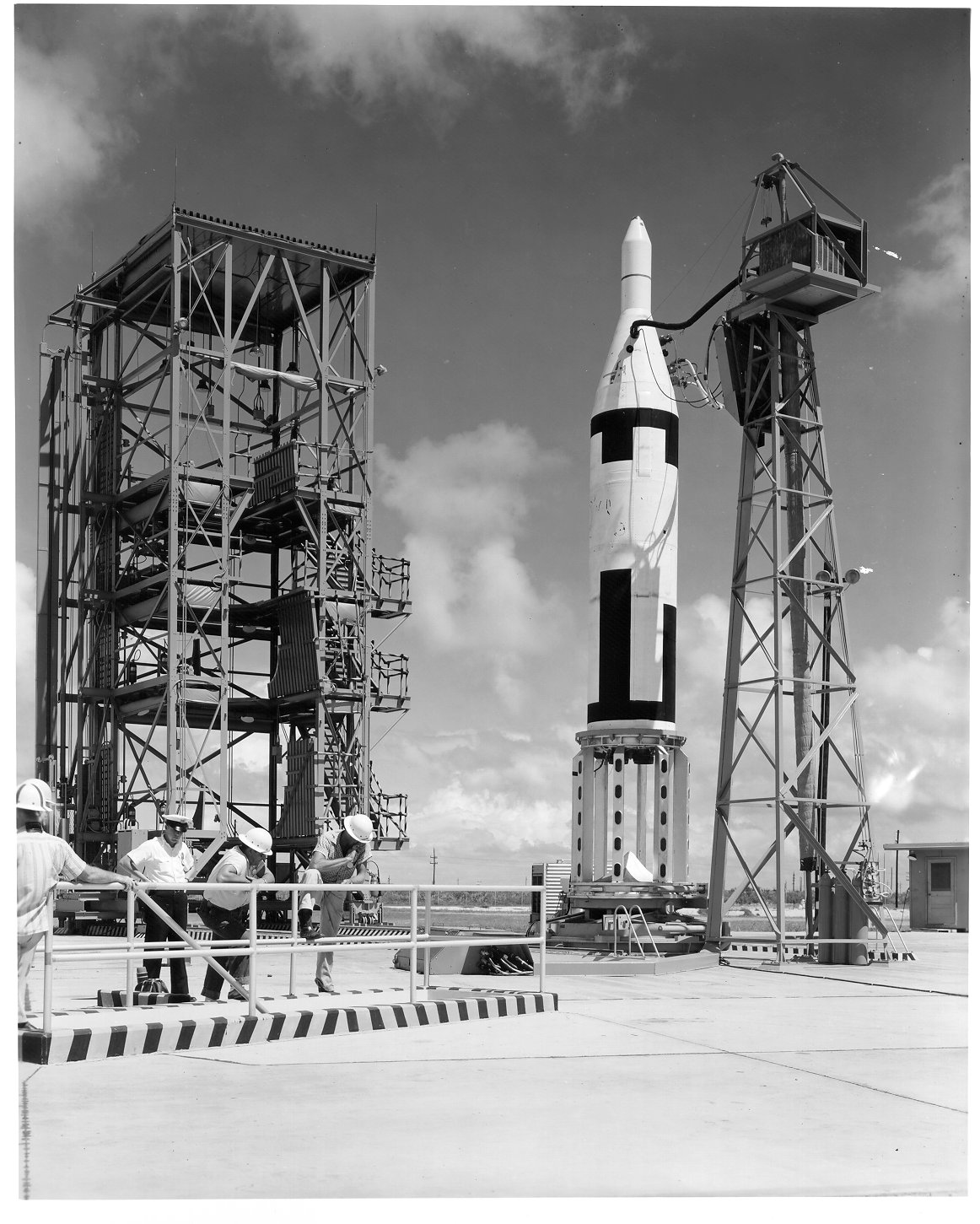
Polaris A-1

UGM-27 Polaris byla podle amerického kódového označení balistická střela odpalovaná z ponorek (tzv. SLBM) a určená k útokům na pozemní cíle. Šlo o americkou dvoustupňovou balistickou střelu s pohonem na tuhé palivo a s jadernou hlavicí. Pro americké námořnictvo ji vyvinula společnost Lockheed Corporation. Poprvé byla testována v roce 1960. Mimo USA ji nesly také britské raketonosné ponorky třídy Resolution. Celkem bylo vyrobeno 1409 raket Polaris všech verzí. Jejím nástupcem se stala balistická raketa Poseidon.
Americké námořnictvo původně dávalo přednost letounovým střelám Regulus, které chtělo později nahradit raketami na tekuté pohonné hmoty. Ty by však měly velké rozměry a hmotnost, což by znesnadňovalo jejich nesení na palubách ponorek. Teprve nové technologie a použití tuhých pohonných hmot umožnilo vyvinout v praxi použitelnou střelu.

## UGM-27A Polaris A-1

Polaris A-2

První verze rakety Polaris A-1 byla dvoustupňová s oběma stupni o stejném průměru a podrážovou hlavicí. První a druhý stupeň měly po čtyřech raketových motorech na tuhé palivo, jejichž trysky byly opatřeny deflektory, které raketě umožňovaly korekci dráhy. Spalovací komory motorů byly svařeny z nerezových plechů. Dolet rakety byl 2200 kilometrů.
Rakety Polaris byly navrženy pro odpalování z ponořených raketových ponorek (ponorka směla být ve hloubce max. 30 metrů). Raketa byla nejprve pomocí stlačeného vzduchu vymrštěna nad vodní hladinu, kde se zažehly motory prvního stupně. Ty dohořely ve výšce 19 kilometrů a první stupeň se poté oddělil. Druhý stupeň hořel až do výšky zhruba 100 kilometrů, kde se rovněž oddělil. Samotná hlavice pokračovala po balistické dráze ke svému cíli. Hlavice obsahovala jednu jadernou nálož o síle 0,5 Mt. Při průletu atmosférou ji chránil ablativní štít. Díky modernímu inerciálnímu řídícímu systému, který dovedl korigovat odchylky způsobené vlivem větru a turbulencí, dosahoval Polaris A-1 přesnosti 5,6 km.
První dvě střely Polaris A-1 odpálila dne 20. července 1960 ponorka USS George Washington (stejnojmenné třídy) ponořená poblíž mysu Canaveral v hloubce 27 metrů. Jiný zdroj uvádí datum odpalů 30. července 1960.
Ponorka USS Ethan Allen stejnojmenné třídy provedla jediný uskutečněný zkušební odpal balistické rakety Polaris vybavené jadernou hlavicí. Raketa byla vypuštěna 6. května 1962 z ponorky plující pod hladinou v Pacifiku. Hlavice vybuchla nad jižním Pacifikem. Opakování podobných testů zabránil zákaz atmosférických zkoušek jaderných zbraní. Výroba Polarisů A-1 skončila roku 1961. Americké ponorky je nesly až do roku 1967. Nahradila je vylepšená varianta A-2.

## UGM-27B Polaris A-2

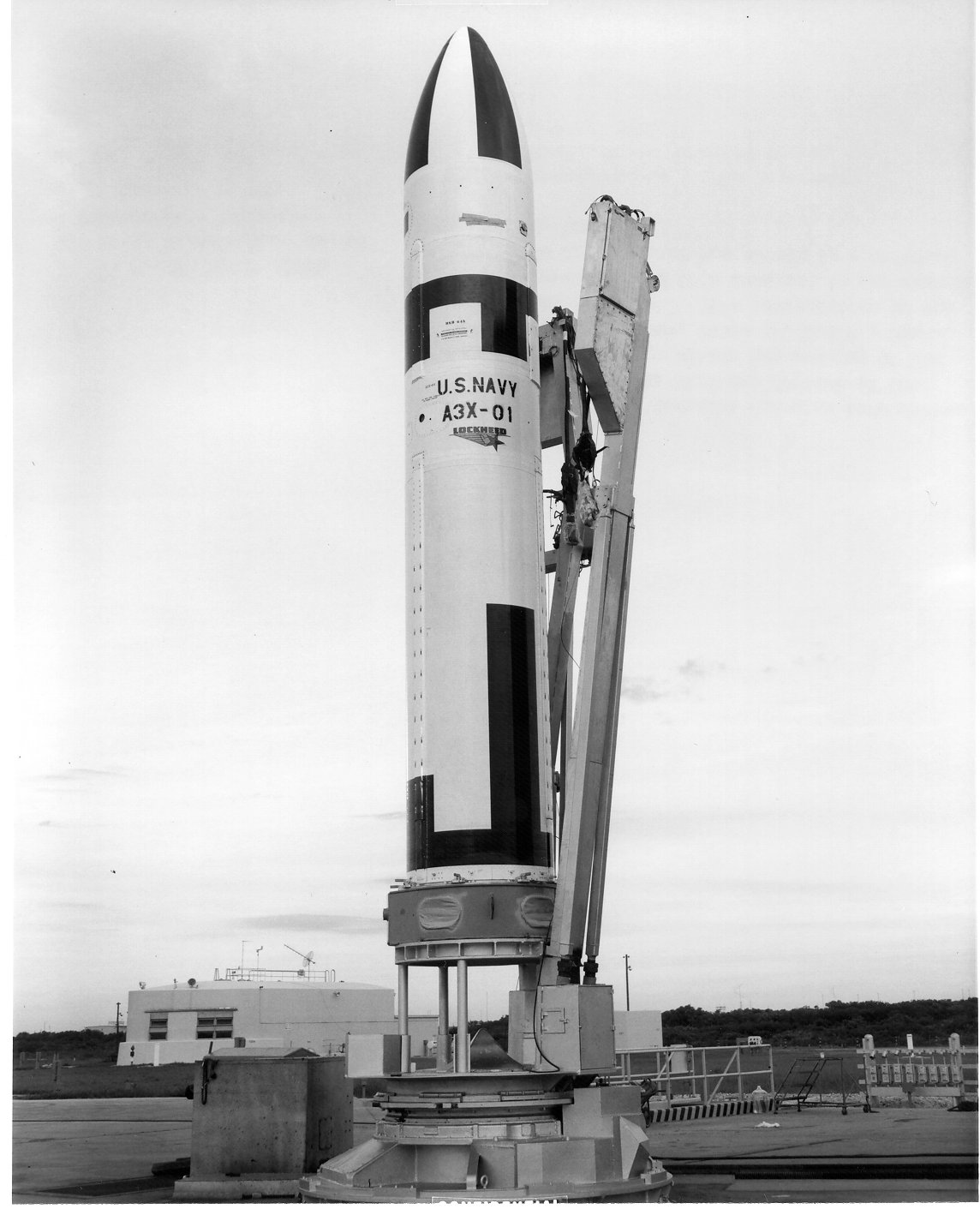
Polaris A-3

Verze Polaris A-2 byla vyráběna v letech 1962–1965. Byla vylepšením varianty A-1 s doletem delším o 580 kilometrů. Tvarem se téměř nelišila, pouze měla o 0,9 metru prodloužený trup. Byly použity účinnější pohonné hmoty, kterých bylo neseno více a také hmotnost rakety se podařilo snížit. Přestože byly tyto rakety delší, nebylo kvůli nim nutné dosavadní ponorky přestavovat. Díky vylepšení konstrukce vypouštěcích sil jim vystačil dosavadní prostor.

## UGM-27C Polaris A-3
Verze Polaris A-3 byla zavedena v roce 1964 a vyráběna až do roku 1968. Měla odlišný tvar, protože průměr hlavice zde byl stejný jako průměr těla rakety. Oproti verzi A-1 měla dvojnásobný dolet – až 4000 kilometrů. Toho bylo dosaženo zejména použitím účinnějších pohonných hmot a odlehčením spalovacích komor obou stupňů nahrazením kovu laminátem. Nový řídící systém byl nejen přesnější, ale i výrazně lehčí. Nová bojová hlavice měla sílu 1 Mt. Později byla nahrazena vícenásobnou hlavicí MRV se třemi tělesy o síle 200 kt. Nově byla řešena i vypouštěcí sila.